# Maycon (ur. 1997)
Maycon, właśc. Maycon de Andrade Barberan (ur. 15 lipca 1997 w São Paulo) – brazylijski piłkarz, grający na pozycji środkowego pomocnika.

## Kariera piłkarska

### Kariera klubowa
Wychowanek klubów Portuguesa i Corinthians Paulista. 11 lutego 2016 rozpoczął karierę piłkarską w barwach Corinthians. 14 lipca 2016 został wypożyczony do Ponte Preta. 17 czerwca 2018 podpisał kontrakt z Szachtarem Donieck.

### Kariera reprezentacyjna
W 2013 został powołany do juniorskiej reprezentacji Brazylii U-17. W 2016 roku debiutował w młodzieżowej reprezentacji Brazylii U-20.

## Sukcesy i odznaczenia

### Sukcesy klubowe
Corinthians
- mistrz Brazylii: 2017
- mistrz Campeonato Paulista: 2017